# Sophus von Rosen
Erik Sophus von Rosen, född 11 maj 1898 i Östra Strö församling, Malmöhus län, död 11 januari 1996 i Slottsstaden i Malmö, var en svensk läkare. Han var gift med sin kusin Lissie von Rosen, dotter till Alfred von Rosen.
Efter studentexamen i Eslöv 1916 blev von Rosen medicine kandidat 1921, medicine licentiat 1928 och medicine doktor i Lund 1939 på avhandlingen Die infektiösen Krankheitsprozesse der Kniescheibe. Han blev docent i ortopedi vid Lunds universitet 1940 och var biträdande lärare i ortopedi där 1949–65. Han var amanuens på anatomiska institutionen i Lund 1924, på patologiska institutionen 1926–27, amanuens och underläkare på ortopediska kliniken vid Lunds lasarett 1927–30, underläkare vid kirurgiska avdelningen på Kristianstads lasarett 1930–33, överläkare på Vanföreanstalten i Härnösand 1933–40, på ortopediska kliniken vid Malmö allmänna sjukhus 1940–65, och styresman där 1951–55. 1956 uppfann han en skena för att hjälpa barn med höftledsfluxation. Den fick namnet von Rosen-skenan och används fortfarande på de mellan 500-1000 barn som föds med instabila höfter.
Han blev fältläkarstipendiat i Fältläkarkårens reserv 1923 och bataljonsläkare där 1928. Han var redaktör för tidskriften Acta Orthopaedica Scandinavica från 1950. Han höll föreläsningar i Indien, Japan, Nya Zeeland, Korea, Östafrika, USA och Kanada och författade skrifter i ortopedi. År 1976 tilldelades han professors namn.
Under sin studietid i Lund medverkade von Rosen som huvudrollsinnehavare i karnevalsfilmen Erik XIV (1928). Han tillhörde en pommersk släkt, den ointroducerade adliga ätten von Rosen (från Stralsund). Han är begravd på Östra Strö kyrkogård i Eslövs församling.